# Ruoska
Ruoska (в переводе с фин. — «плеть», «кнут») — финская группа, играющая в стиле Industrial Metal и Neue Deutsche Härte. Все песни группы исполняются только на финском языке.

## История
Патрик Меннандер — участник, пропагандирующий финский язык, ранее певший в фолк-метал-группе Battlelore. Группа Ruoska была образована в 2002 году участниками группы Natsipaska. В том же году они выпустили дебютный альбом «Kuori» (Кора). С тех пор популярность группы стала расти с каждым днём.
Сняв два видеоклипа — «Kiroan» (с фин. — «Я ругаюсь») и «Epilogi» (с фин. — «Эпилог»), и выпустив сингл «Aurinko ei nouse» (с фин. — «Солнце не взойдёт»), группа вернулась в студию и в 2003 году записала второй альбом «Riisu» (с фин. — «Раздевайся»), к которому была добавлена отдельная песня «Darmstadt» («Дармштадт»). После этого Ruoska несколько изменили свой стиль — звучание стало более индустриальным, так как использовалось много инструментов.
Их популярность сделала большой шаг вперёд, когда Тилль Линдеманн, вокалист немецкой группы Rammstein, дал положительный отзыв о песне «Darmstadt» в интервью одному из финских журналов.
В 2004 году вокалист группы Патрик Меннандер покидает группу Battlelore, целиком сосредоточившись на Ruoska. Вскоре после этого группа начала работать над новым альбомом «Radium» (Радий), который был выпущен в 2005 году. В состав альбома вошёл также видеоклип «Tuonen viemää» (с фин. — «Унесённые смертью»).
В 2006 году был подписан контракт с звукозаписывающей фирмой EMI Music (до этого группа сотрудничала с Kråklund Records). В 2006 году вышел четвёртый альбом «Amortem». Синглы «Mies yli laidan» (с фин. — «Человек за бортом»), «Alasin» (с фин. — «Наковальня») и «Pure minua» (с фин. — «Укуси меня») имели огромный успех, на «Mies yli laidan» и «Alasin» были также сняты видеоклипы. Сам альбом дебютировал на шестом месте в финских хит-парадах в течение почти 10 недель. После выпуска «Amortem», один из гитаристов группы Кай Ахвенранта покинул группу по семейным обстоятельствам.
В 2007 году группа исполнила свои наиболее известные песни на фестивалях Puustock-2007 и Välipuistorock-2007. Пятый альбом «Rabies» (Бешенство) был выпущен 9 апреля 2008 года. Два сингла «Pirunkieli» (с фин. — «Чёртов язык») и «Helvettiin jäätynyt» (с фин. — «Замёрзший в аду») с нового альбома стали хитами, также был снят видеоклип на песню «Ei koskaan» (Никогда).
Группа выступает с концертами только в Финляндии.
В 2010 году на время тура группы Therion группу покинул барабанщик Сами Карппинен.
В 2013 году, после нескольких концертов на метал фестивалях, группа прекратила активную деятельность. В 2014 перестал функционировать официальный сайт. Однако по словам Ансси Аувинена, группа не закрыла проект, и в будущем возможно возвращение на сцену.
В 2017 году группа в прежнем составе (без Кая Ахверанты) вновь выступила на сцене во время фестиваля MetalOrgy в Тампере и Хельсинки 15 и 16 декабря соответственно.
Активность группы восстановилась ближе к 2021 году, когда вышел сингл "Runno".

## Состав

### Текущий состав
- Патрик Меннандер — вокал
- Миика Коккола— бас-гитара
- Теему Карппинен — ударные
- Самули Римми — соло-гитара, бэк-вокал, соавтор песен

### Бывшие участники
- Кай Ахвенранта — ритм-гитара (1999—2006)
- Сами Карппинен — ударные (1998—2010)
- Ансси Аувинен — соло-гитара, бэк-вокал, соавтор песен (1998—2022)
- Мика Камппи — бас-гитара (1998—2024)

## Дискография

### Альбомы
- Kuori (2002)
- Riisu (2003)
- Radium (2005)
- Amortem (2006)
- Rabies (2008)

### Синглы
| Дата публикации | Название            | TOP 20/FIN | Альбом  |
| --------------- | ------------------- | ---------- | ------- |
| 2 августа 2002  | Aurinko ei nouse    | -          | Kuori   |
| 15 августа 2003 | Darmstadt           | -          | Riisu   |
| 25 октября 2004 | Veriura             | -          | Radium  |
| 12 января 2005  | Tuonen viemää       | 9          | Radium  |
| 17 мая 2006     | Mies yli laidan     | 10         | Amortem |
| 2 октября 2006  | Alasin              | -          | Amortem |
| 5 декабря 2007  | Pirunkieli          | -          | Rabies  |
| 30 января 2008  | Helvettiin jäätynyt | 12         | Rabies  |
| 11 марта 2008   | Lihaa vasten lihaa  | -          | Rabies  |
| 9 апреля 2008   | Ei koskaan          | -          | Rabies  |
| 25 марта 2021   | Runno               | -          |         |
| 10 февраля 2022 | Kade                | -          | -       |
| 23 июля 2022    | Silti Syntinen      | -          | -       |

- Синглы Veriura, Pirunkieli, ja Lihaa vasten lihaa были опубликованы в интернете.

## Видеоклипы
- «Kiroan» (2002)
- «Epilogi» (2002)
- «Tuonen viemää» (2005)
- «Mies yli laidan» (2006)
- «Alasin» (2006)
- «Ei koskaan» (2008)